# Haemulon melanurum
Haemulon melanurum es una especie de peces de la familia Haemulidae en el orden de los Perciformes.

## Morfología
• Los machos pueden llegar alcanzar los 33 cm de longitud total.

## Distribución geográfica
Se encuentra desde Bermuda, las Bahamas y el sureste de Florida (Estados Unidos) hasta el Brasil.